# Arrondissement Saint-Quentin
Das Arrondissement Saint-Quentin ist eine Verwaltungseinheit des Départements Aisne in der französischen Region Hauts-de-France. Unterpräfektur ist Saint-Quentin.

## Wahlkreise
Zum Arrondissement gehören Gemeinden aus fünf Wahlkreisen (Kantonen):
- Kanton Bohain-en-Vermandois
- Kanton Ribemont
- Kanton Saint-Quentin-1
- Kanton Saint-Quentin-2
- Kanton Saint-Quentin-3

## Gemeinden
Die Gemeinden des Arrondissements Saint-Quentin sind:
| 1. Alaincourt (02009)             | 2. Annois (02019)                     | 3. Artemps (02025)              | 4. Attilly (02029)                 |
| 5. Aubencheul-aux-Bois (02030)    | 6. Aubigny-aux-Kaisnes (02032)        | 7. Beaurevoir (02057)           | 8. Beauvois-en-Vermandois (02060)  |
| 9. Becquigny (02061)              | 10. Bellenglise (02063)               | 11. Bellicourt (02065)          | 12. Benay (02066)                  |
| 13. Berthenicourt (02075)         | 14. Bohain-en-Vermandois (02095)      | 15. Bony (02100)                | 16. Brancourt-le-Grand (02112)     |
| 17. Bray-Saint-Christophe (02117) | 18. Brissay-Choigny (02123)           | 19. Brissy-Hamégicourt (02124)  | 20. Castres (02142)                |
| 21. Caulaincourt (02144)          | 22. Cerizy (02149)                    | 23. Châtillon-sur-Oise (02170)  | 24. Chevresis-Monceau (02184)      |
| 25. Clastres (02199)              | 26. Contescourt (02214)               | 27. Croix-Fonsomme (02240)      | 28. Cugny (02246)                  |
| 29. Dallon (02257)                | 30. Douchy (02270)                    | 31. Dury (02273)                | 32. Essigny-le-Grand (02287)       |
| 33. Essigny-le-Petit (02288)      | 34. Estrées (02291)                   | 35. Étaves-et-Bocquiaux (02293) | 36. Étreillers (02296)             |
| 37. Fayet (02303)                 | 38. Fieulaine (02310)                 | 39. Flavy-le-Martel (02315)     | 40. Fluquières (02317)             |
| 41. Fonsomme (02319)              | 42. Fontaine-lès-Clercs (02320)       | 43. Fontaine-Notre-Dame (02322) | 44. Fontaine-Uterte (02323)        |
| 45. Foreste (02327)               | 46. Francilly-Selency (02330)         | 47. Fresnoy-le-Grand (02334)    | 48. Gauchy (02340)                 |
| 49. Germaine (02343)              | 50. Gibercourt (02345)                | 51. Gouy (02352)                | 52. Gricourt (02355)               |
| 53. Grugies (02359)               | 54. Happencourt (02367)               | 55. Hargicourt (02370)          | 56. Harly (02371)                  |
| 57. Hinacourt (02380)             | 58. Holnon (02382)                    | 59. Homblières (02383)          | 60. Itancourt (02387)              |
| 61. Jeancourt (02390)             | 62. Joncourt (02392)                  | 63. Jussy (02397)               | 64. La Ferté-Chevresis (02306)     |
| 65. Lanchy (02402)                | 66. Le Catelet (02143)                | 67. Le Verguier (02782)         | 68. Lehaucourt (02374)             |
| 69. Lempire (02417)               | 70. Lesdins (02420)                   | 71. Levergies (02426)           | 72. Ly-Fontaine (02446)            |
| 73. Magny-la-Fosse (02451)        | 74. Maissemy (02452)                  | 75. Marcy (02459)               | 76. Mesnil-Saint-Laurent (02481)   |
| 77. Mézières-sur-Oise (02483)     | 78. Montbrehain (02500)               | 79. Mont-d’Origny (02503)       | 80. Montescourt-Lizerolles (02504) |
| 81. Montigny-en-Arrouaise (02511) | 82. Morcourt (02525)                  | 83. Moÿ-de-l’Aisne (02532)      | 84. Nauroy (02539)                 |
| 85. Neuville-Saint-Amand (02549)  | 86. Neuvillette (02552)               | 87. Ollezy (02570)              | 88. Omissy (02571)                 |
| 89. Origny-Sainte-Benoite (02575) | 90. Parpeville (02592)                | 91. Pithon (02604)              | 92. Pleine-Selve (02605)           |
| 93. Pontru (02614)                | 94. Pontruet (02615)                  | 95. Prémont (02618)             | 96. Ramicourt (02635)              |
| 97. Regny (02636)                 | 98. Remaucourt (02637)                | 99. Remigny (02639)             | 100. Renansart (02640)             |
| 101. Ribemont (02648)             | 102. Roupy (02658)                    | 103. Rouvroy (02659)            | 104. Saint-Quentin (02691)         |
| 105. Saint-Simon (02694)          | 106. Savy (02702)                     | 107. Seboncourt (02703)         | 108. Sequehart (02708)             |
| 109. Serain (02709)               | 110. Seraucourt-le-Grand (02710)      | 111. Séry-lès-Mézières (02717)  | 112. Sissy (02721)                 |
| 113. Sommette-Eaucourt (02726)    | 114. Surfontaine (02732)              | 115. Thenelles (02741)          | 116. Trefcon (02747)               |
| 117. Tugny-et-Pont (02752)        | 118. Urvillers (02756)                | 119. Vaux-en-Vermandois (02772) | 120. Vendelles (02774)             |
| 121. Vendeuil (02775)             | 122. Vendhuile (02776)                | 123. Vermand (02785)            | 124. Villeret (02808)              |
| 125. Villers-le-Sec (02813)       | 126. Villers-Saint-Christophe (02815) |                                 |                                    |